# 塔利亚内市镇
塔利亚内市镇（俄语：Тальянское муниципальное образование）是俄罗斯联邦伊尔库茨克州乌索利耶区所属的一个市镇。其下辖有个居民点，行政中心为塔利亚内。据2016年统计，该市镇的人口为1180人。